# Dansk Svæveflyvehistorisk Klub
Dansk Svæveflyvehistorisk Klub, forkortet DaSK, er en forening, der virker for at bevare dansk svæveflyvehistorie for eftertiden. Dansk Svæveflyvehistorisk Klub er stiftet i år 1988 og har sit hjemsted på Svæveflyvecenter Arnborg.
Klubbens formål er kort beskrevet at sikre at svæveflyvehistoriske værdier bliver istandsat, opbevaret og vedligeholdt på forsvarlig måde.
Dansk Svæveflyvehistorisk Klub er tilknyttet Dansk Svæveflyver Union.